# A-thút
A-thút o A-thoot es un río de Myanmar, en el distrito de Pathein. Nace en el lago Kyunlaha y corre hacia el suroeste por tierras planas hasta desembocar en el río Kyun-kabo, no lejos de Paya-thun-zu. Es navegable unos 25 km en época de lluvias. 